# 路爾斯·費蘭度·洛祖迪斯·馬天尼斯
路爾斯·費蘭度·洛祖迪斯·馬天尼斯（Luis Fernando Lojudice Martinez，1980年4月21日—），生于聖保羅，現效力大阪櫻花。

## 榮譽

### 高士路
- 巴西甲組足球聯賽: 2003
- 巴西盃: 2003
- 米納斯吉拉斯州錦標賽: 2003, 2004, 2006

### 彭美拉斯
- 聖保羅州錦標賽: 2008

## 連結
- （英文） sambafoot
- （英文） Guardian Stats Centre
- （葡萄牙文） CBF[]
- （葡萄牙文） zerozero.pt Archive.today的存檔，存档日期2014-08-19
- （葡萄牙文） palmeiras.globo.com